# دوكنج (نورفولك)
دوكنج (بالإنجليزية: Docking)‏ هي قرية تقع في المملكة المتحدة في إنجلترا. يقدر عدد سكانها بـ 1,150 نسمة ومساحتها 25.79 كم2.